# Trididemnum strangulatum
Trididemnum strangulatum är en sjöpungsart som först beskrevs av Friedrich Ritter 1901.  Trididemnum strangulatum ingår i släktet Trididemnum och familjen Didemnidae. Inga underarter finns listade i Catalogue of Life.